# Chauvigny-du-Perche
Chauvigny-du-Perche is een gemeente in het Franse departement Loir-et-Cher (regio Centre-Val de Loire) en telt 229 inwoners (2005). De plaats maakt deel uit van het arrondissement Vendôme.

## Geografie
De oppervlakte van Chauvigny-du-Perche bedraagt 23,4 km², de bevolkingsdichtheid is 9,8 inwoners per km².
De onderstaande kaart toont de ligging van Chauvigny-du-Perche met de belangrijkste infrastructuur en aangrenzende gemeenten.

## Demografie
Onderstaande figuur toont het verloop van het inwonertal (bron: INSEE-tellingen).